# Садовое (Саратовская область)
Садовое — село в Красноармейском районе Саратовской области. Село расположено в восточной части района в 12 км от районного центра, города Красноармейск.
Основано как немецкая колония Антон в 1764 году. Одна из пяти первых немецких колоний
Население — 693 (2010) человек.

## Название
Немецкое название Антон по фамилии первого старосты (форштегера) Антона Пауля. По указу от 26 февраля 1768 года о наименованиях немецких колоний получила официальное название Севастьяновка.

## История
Основано 7 сентября 1764 года. Материнская коронная колония. Основатели — 63 семьи, выходцы из Изенбурга, Пфальца, Гессена и Дании. До 1917 года — немецкая колония Антон сначала Сосновского колонистского округа, а после 1871 года Сосновской волости (позже вошло в состав Голо-Карамышской волости) Камышинского уезда Саратовской губернии.
Село относилось сначала к евангелическому приходу Мессер (в 1777—1790 годах существовал самостоятельный Севастьяновский приход), затем — Бальцер. Деревянная церковь была построена в 1853 году.
В селе имелось сарпиночное производство, осуществлялась выделка кож, имелись водяные мельницы, с 1815 года действовал свеклосахарный завод братьев Кюгельген.
В советский период — немецкое село сначала Карамышского района Голо-Карамышского уезда Трудовой коммуны (Области) немцев Поволжья, а с 1922 года — Голо-Карамышского (в 1927 г. переименован в Бальцерский) кантона Республики немцев Поволжья; административный центр Антонского сельского совета (в 1926 году в сельсовет входило одно село Антон). В 1927 году село Севастьяновка официально переименовано в село Антон
Село пережило голод в Поволжье: в 1921 году родились 68 человек, умерли – 228.
В 1926 году имелись кооперативная лавка, сельскохозяйственное кредитное товарищество, начальная школа, детский дом. В 1928 году в селе был организован колхоз имени Шваба, впоследствии переименованный в колхоз имени Тельмана. Имелась колхозная мельница, маслодавильня, шорная мастерская, семилетняя школа, фельдшерско-акушерский пункт. В 1931 году был открыт дом отдыха.

28 августа 1941 года был издан Указ Президиума ВС СССР о переселении немцев, проживающих в районах Поволжья. 16 сентября 1941 года немецкое население депортировано в Красноярский край

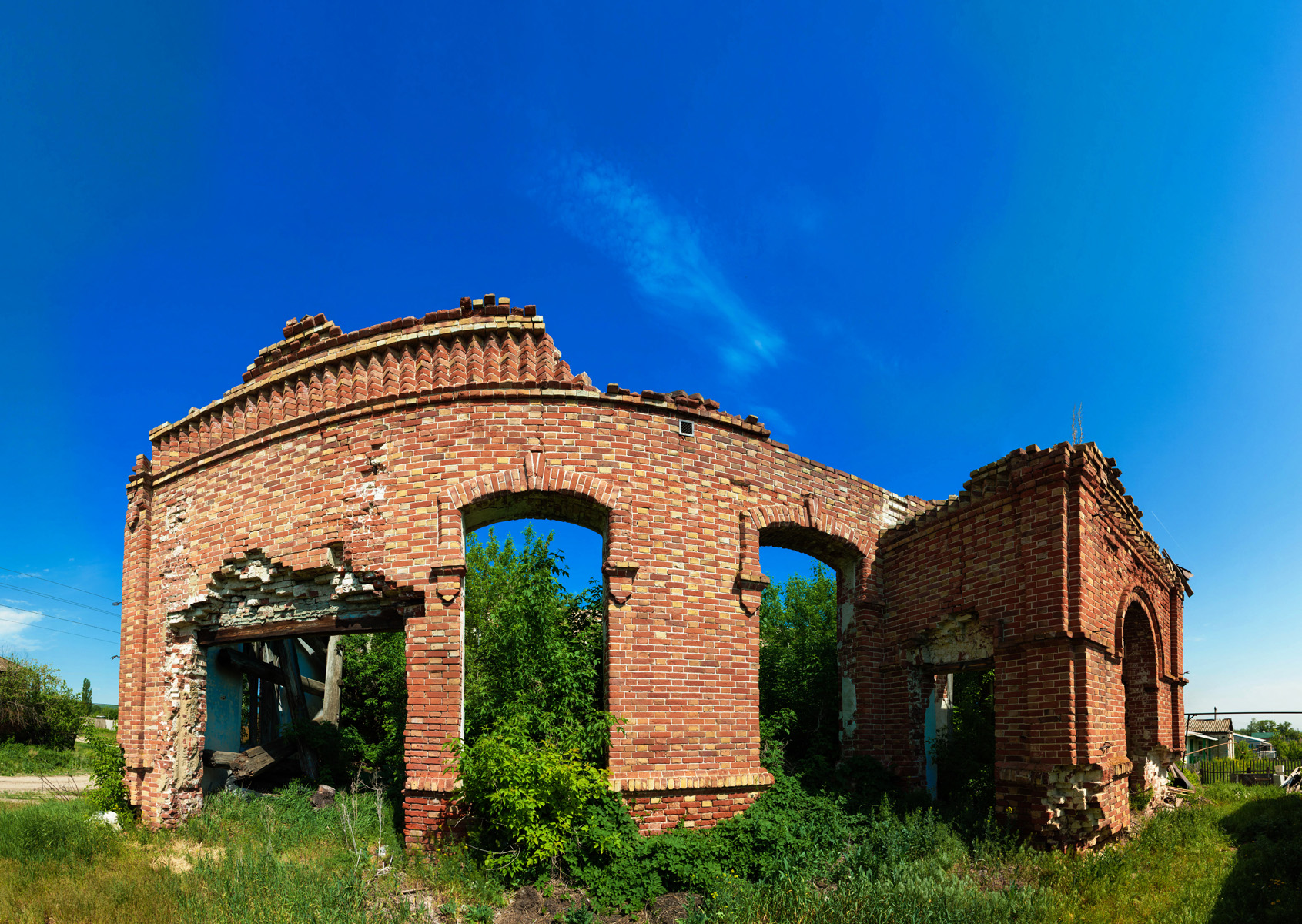
Руины церкви

## Физико-географическая характеристика
Село находится в лесостепи, в пределах Приволжской возвышенности, являющейся частью Восточно-Европейской равнины, в 5 км к западу от Волгоградского водохранилища. Рельеф местности — холмисто-равнинный, сильно пересечённый балками и оврагами. К западу от села — лиственные леса, к востоку — садовые участки. Высота центра населённого пункта — 92 метра над уровнем моря. В окрестностях села распространены чернозёмы.
По автомобильным дорогам расстояние до районного центра города Красноармейск — 12 км, до областного центра города Саратова — 91 км. 
Климат
Климат умеренный континентальный (согласно классификации климатов Кёппена — влажный континентальный климат (Dfb) с тёплым летом и холодной и продолжительной зимой). Многолетняя норма осадков — 411 мм. Наибольшее количество осадков выпадает в июне — 44 мм, наименьшее в марте — 23 мм. Среднегодовая температура положительная и составляет + 6,4 С, средняя температура самого холодного месяца января -10,1 С, самого жаркого месяца июля +22,5 С.
Часовой пояс
Садовое, как и вся Саратовская область, находится в часовой зоне МСК+1. Смещение применяемого времени относительно UTC составляет +4:00.

## Население
Динамика численности населения
| 1767 | 1773 | 1788 | 1798 | 1816 | 1834 | 1850 | 1859 | 1886 | 1897 | 1905 | 1911 | 1920 | 1922 | 1923 | 1926 | 1931 | 1941 | 1987 | 2002 |
| ---- | ---- | ---- | ---- | ---- | ---- | ---- | ---- | ---- | ---- | ---- | ---- | ---- | ---- | ---- | ---- | ---- | ---- | ---- | ---- |
| 229  | 250  | 367  | 412  | 611  | 988  | 1516 | 1729 | 1965 | 1644 | 2993 | 3418 | 2363 | 1633 | 1813 | 1581 | 2248 | 1800 | ≈640 | 732  |

| 2002 | 2010 |
| ---- | ---- |
| 737  | ↘693 |

## Фотогалерея

### Село на фотографиях

Виды села
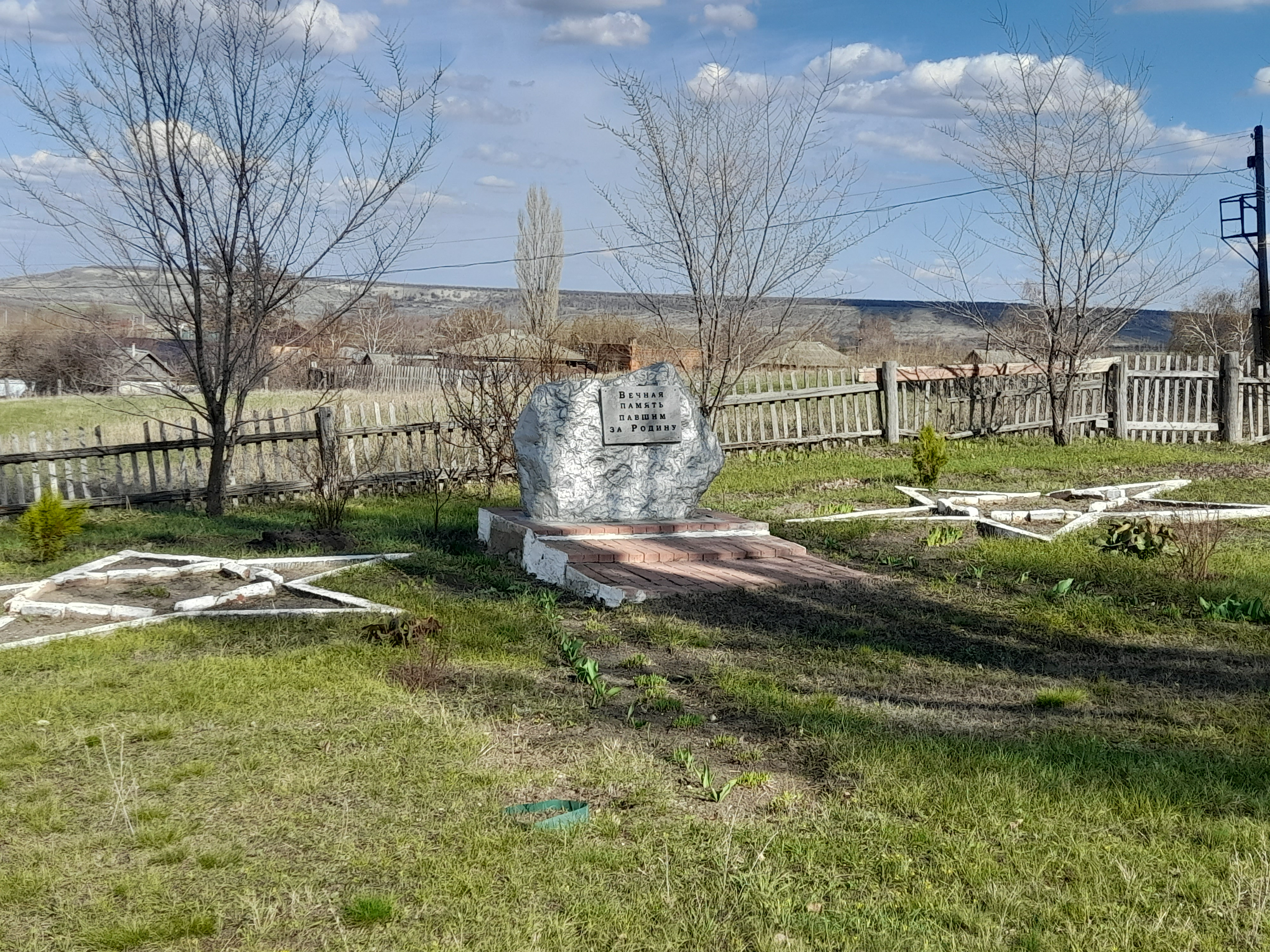
Памятник погибшим в ВОВ
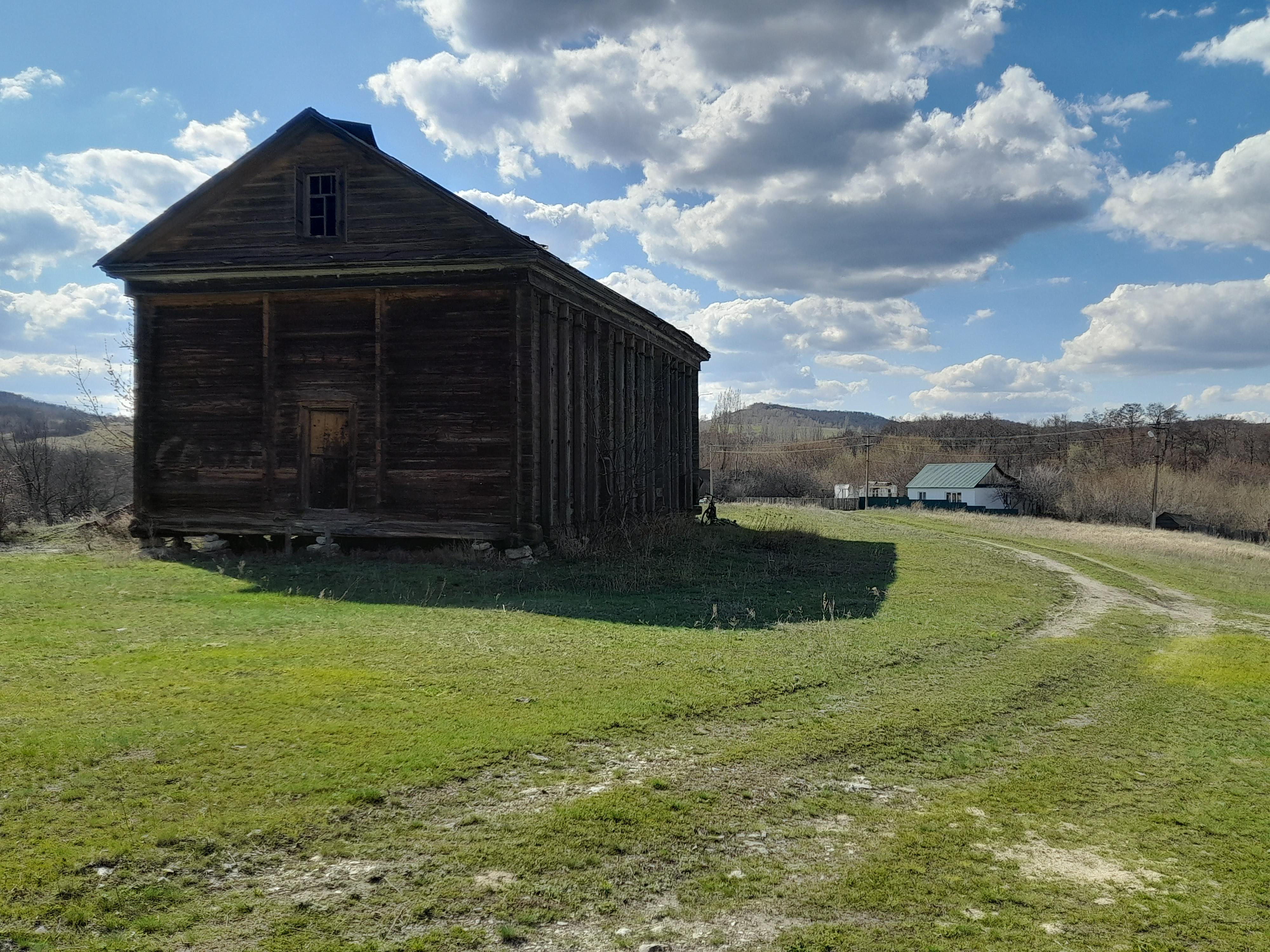
Амбар
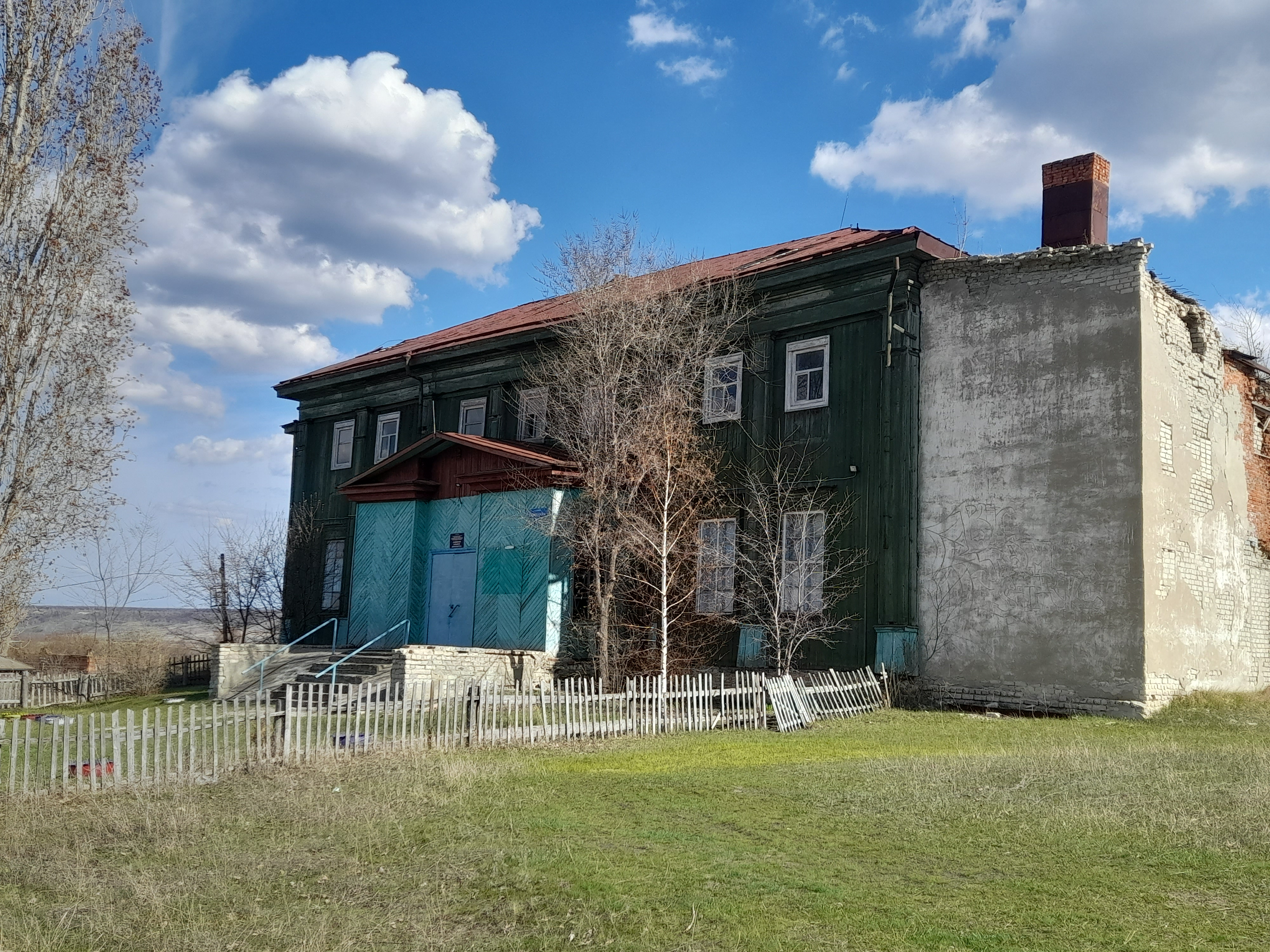
Дом культуры (бывшая кирха)
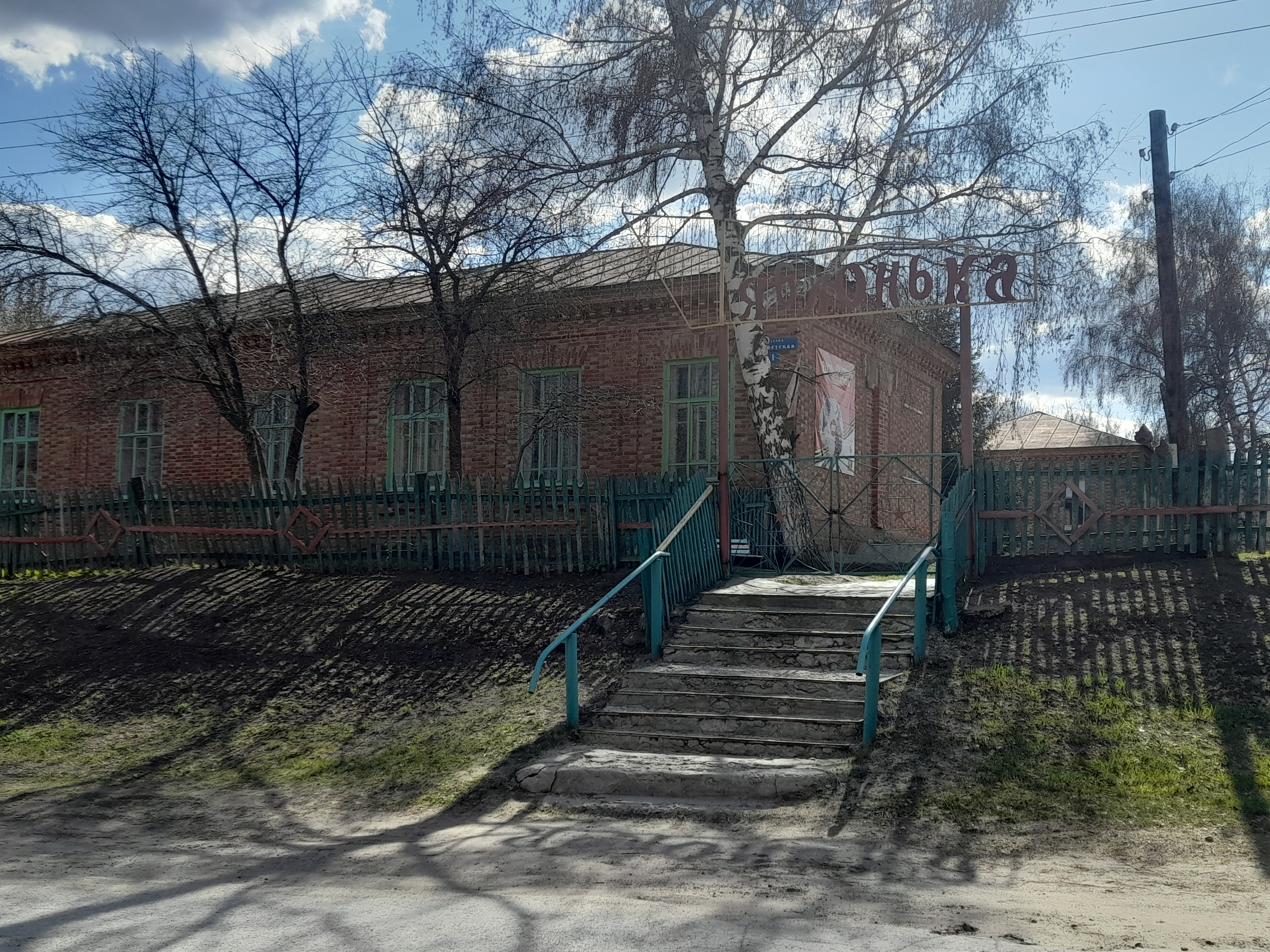
Детский сад Яблонька
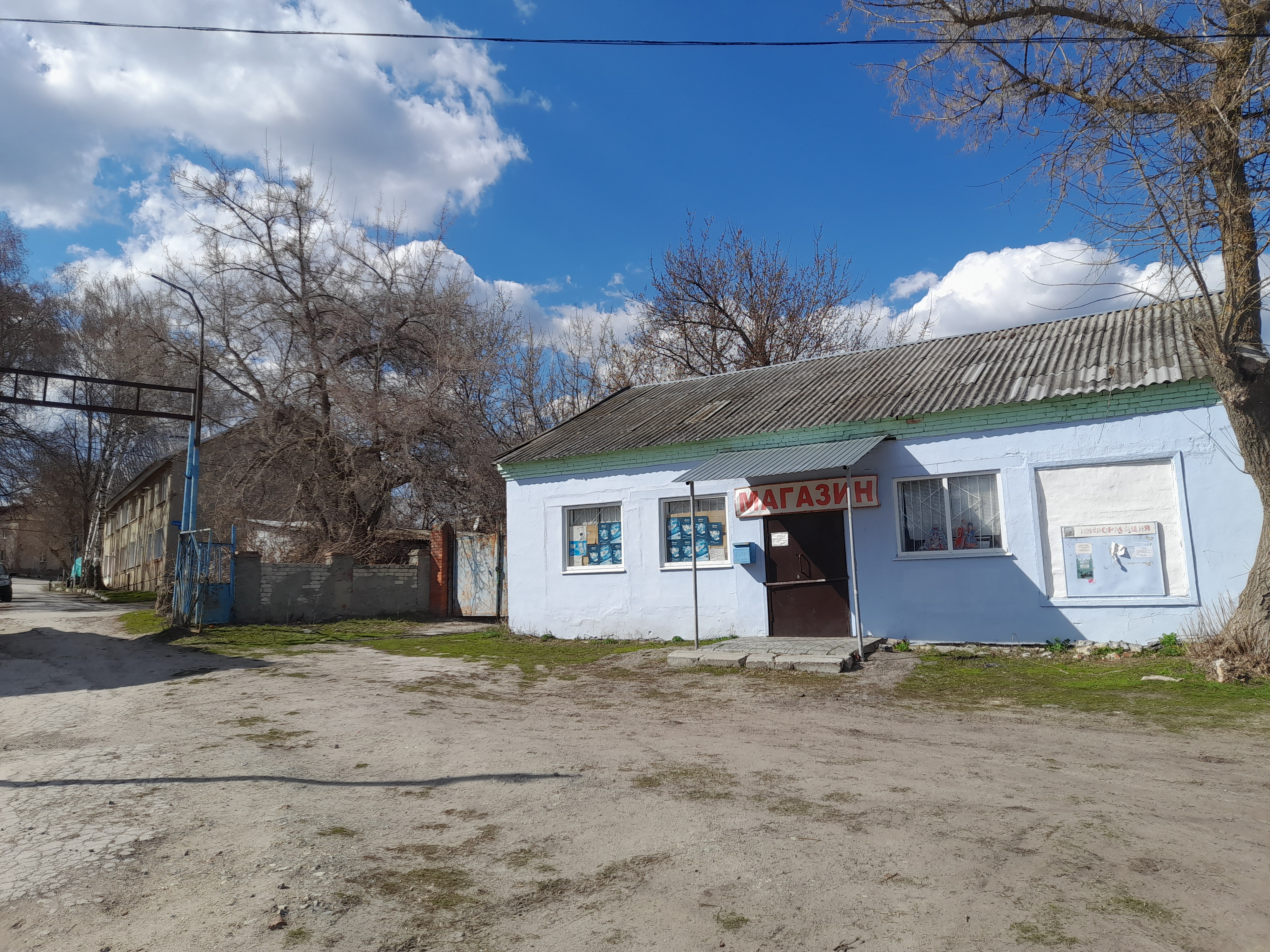
Сельский магазин